# Nico Gaik
Nico Gaik (* 13. März 1978 in Haldensleben) ist ein deutscher Schauspieler, Sänger, Komponist und Musikproduzent aus Berlin.

## Werdegang
Nico absolvierte sein Musicalstudium an der Stella Academy in Hamburg und am Studio für Gesang in Berlin. Im Fechtcenter Berlin-Schöneberg lernte er das Bühnenfechten bei Gerd Borho.
Seine erste Bühnenerfahrung sammelte er bei der erfolgreichen Konzertreihe Musicals Unplugged mit Cornelia Drese unter der Leitung von Matthias Stötzel.
Anschließend übernahm er die Rolle des Rocky in The Rocky Horror Show. Weitere Engagements folgten, z. B. bei  Les Misérables in Berlin, Joseph and the Amazing Technicolor Dreamcoat in Tecklenburg.
Nico spielte den Rudolf sowie Luigi Lucheni im Erfolgsmusical Elisabeth, Lumière und Lefou in Die Schöne und das Biest und war als Nightmare-Solist in Roman Polanskis Tanz der Vampire sowie als Qi-Singer im Friedrichstadtpalast zu sehen. Weitere Rollen wie Larry in COMPANY oder Action in West Side Story, Judas in Jesus Christ Superstar sowie Jojo in Irma la Douce (Tribüne) folgten. Bei den beiden Schweizer Sensationserfolgen  Dällebach Kari und  Gotthelf war Nico im Ensemble zu sehen.
Nico war ebenfalls als Choreograf (Felix Krull), Dancecaptian (Jesus Christ Superstar, Irma la Douce) und Regieassistent (Jekyll & Hyde, Käptn Blaubär; Aida – das Musical) tätig.
Seit 2007 ist Nico neben der Schauspielerei auch als Arrangeur und Produzent tätig. Er arrangierte u. a. die Musik von Marc Schubring zum Dschungelbuch im Theater Koblenz, arrangierte und produzierte CDs für Jan Amman, Marc Seibert, Felix Martin, Norbert Conrads und den Musical Tenors.

## Theater, Bühne
- 2014 AIDA, Thunerseespiele (Zoser, Abendspielleitung)[4]
- 2013 COMPANY, Nationaltheater Mannheim (Larry, Dance Captain)
- 2013 CITY OF ANGELS, Theater Bielefeld (Mahoney)
- 2012 TOMMY,  Theater Bielefeld (Hawker, Lad)
- 2011 DIE BEKENNTNISSE DES HOCHSTAPLERS FELIX KRULL, Konzertdirektion Landgraf (musikalische Leitung/Choreografie)
- 2011 WEST SIDE STORY, Theater Magdeburg (Action)
- 2010 DÄLLEBACH KARI, Thunerseespiele (Ensemble, Professor)
- 2009 JESUS CHRIST SUPERSTAR, Thunerseespiele (Judas, Ensemble)
- 2009 QI - EINE PALASTREVUE, Friedrichstadt-Palast (Qi-Singer)
- 2008 IRMA LA DOUCE, Tribüne (Theater) (Jojo, Dance Captain)
- 2008 JESUS CHRIST SUPERSTAR Staatstheater Kassel (Ensemble, Dance Captain)
- 2006 TANZ DER VAMPIRE Theater des Westens Berlin Stage Entertainment Germany(Nightmaresolist 1)
- 2006 ELISABETH, Thunerseespiele (Rudolf, Lucheni)
- 2005 DIE SCHÖNE UND DAS BIEST, Metronom Theater Stage Entertainment Germany (Lumière, Lefou)
- 2005 ELISABETH, Apollo Theater Stage Entertainment Germany (Rudolf, Lucheni)
- 2003 LES MISERABLES, Theater des Westens Berlin Stage Entertainment Germany (Jolie)
- 2001 ROCKY HORROR SHOW, Waldau-Theater Bremen (Rocky)